# Hassan Idrissi
Pour les articles homonymes, voir Idrissi.
Hassan Idrissi, né le 15 juillet 1976 à Saintes (Belgique) et mort le 7 mai 2023, est un homme politique belge, membre du Parti socialiste.

## Carrière politique
Mandats politiques :
- Député wallon et de la Communauté française 
  - depuis le 10 décembre 2018 en remplacement de Dimitri Legasse
- 2012-2018 : Conseiller communal de Tubize